# Zlatni vrč
"Zlatni vrč" je bila hrvatska humoristična serija autora i producenta Zorana Sudara. Serija je počela s emitiranjem 9. ožujka 2004. na HRT-u u 20:00 sati. Zbog slabog odaziva publike, serija je završila nakon 18. epizode.

## Glumačka postava

### Glavni likovi
| Glumac           | Lik           |
| ---------------- | ------------- |
| Danko Ljuština   | Zlatko Vrčić  |
| Ljubomir Kerekeš | Slavko Hita   |
| Ecija Ojdanić    | Duda          |
| Dražen Kühn      | Fabijan       |
| Goran Grgić      | Profesor      |
| Nenad Cvetko     | Plačko        |
| Damir Lončar     | Rambo         |
| Borko Perić      | Sinek         |
| Vedran Mlikota   | Pater Nikola  |
| Goran Navojec    | Robert        |
| Suzana Nikolić   | Marijana Hita |

### Sporedne uloge
| Glumac/ica     | Lik           |
| -------------- | ------------- |
| Mirela Brekalo | Slavica Vrčić |
| Dušan Bućan    | Pero          |
| Vanja Drach    | Tata Hita     |
| Inge Appelt    | Ljubica Hita  |
| Galiano Pahor  | Adrian Petej  |
| Iva Šulentić   | Nina Hita     |

## Vanjske poveznice
- Zlatni vrč u internetskoj bazi filmova IMDb-u (engl.)